# 蓝色快线

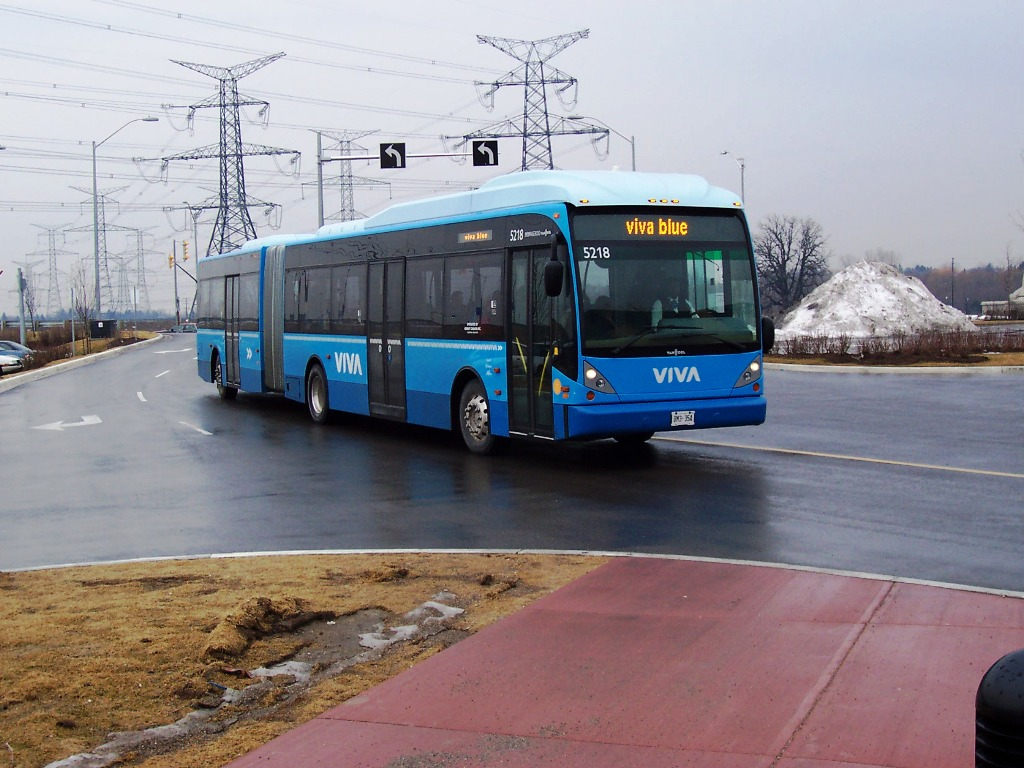
一辆蓝色快线巴士进入列治文山中心站

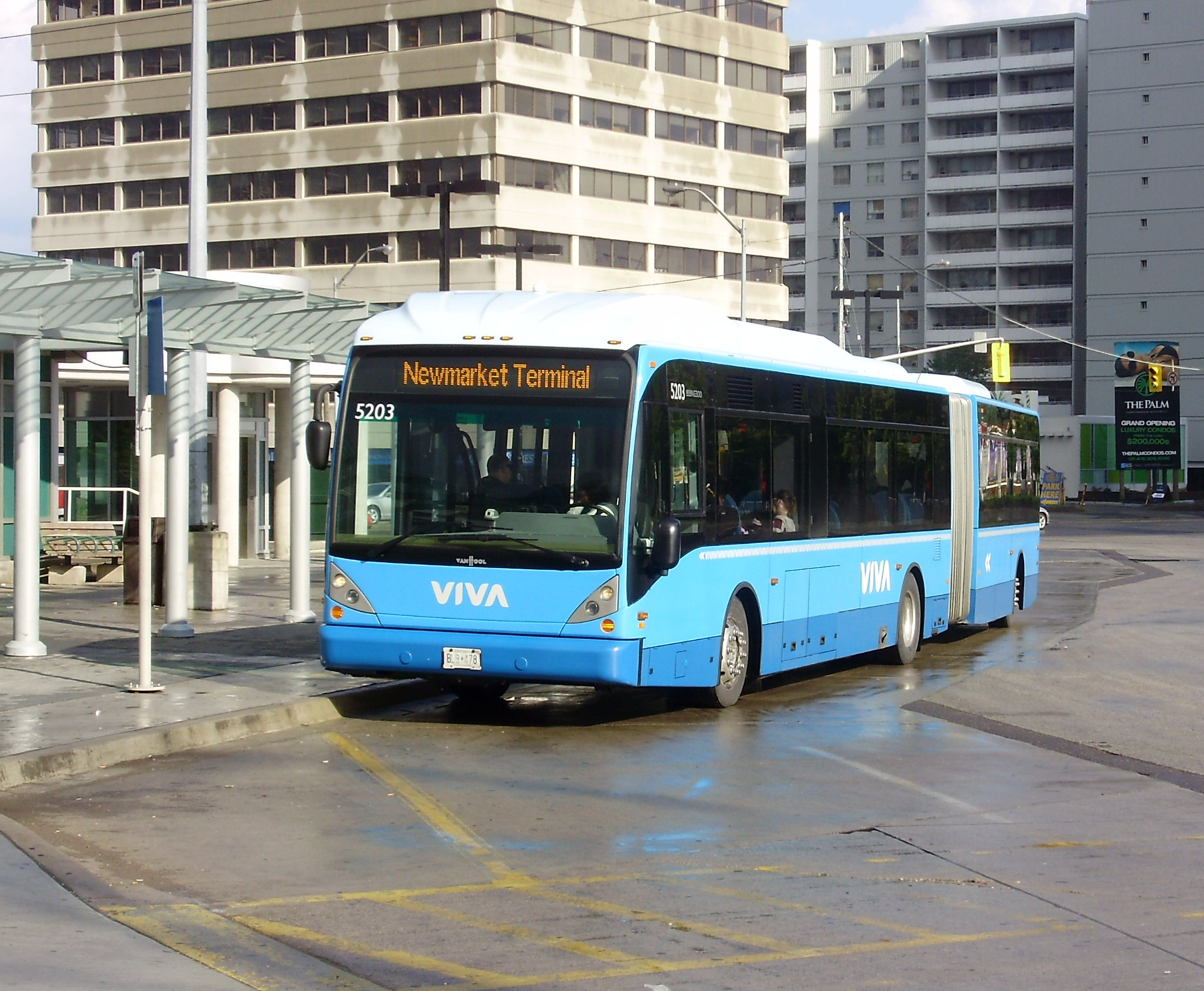
蓝色快线公交车（#5203）在芬奇巴士总站（Finch Bus Terminal），开往纽马克特（Newmarket）。

蓝色快线（Viva Blue），同时也被称为芬治-列治文山-新市快線 (Finch-Richmond Hill-Newmarket Express) 或者是央街走廊线。这条快线是加拿大安大略省多伦多北部的约克区公交快线系统里的一条路線。这条线是约克区公交系统里最繁忙的公交线路。

## 公交站点
蓝色快线原来共有29个车站。后因约克区公交系统(YRT)缩短路線，从29个车站缩短至26个车站。車站从北向南分别为：
| 站名                 | 站名                   | 投入使用日期   | 属于城市/镇          |
| -------------------- | ---------------------- | -------------- | -------------------- |
| 新市巴士總站         | Newmarket Bus Terminal | 2005年11月20日 | 新市                 |
| 伊高街               | Eagle                  | 2005年11月20日 | 新市                 |
| 茂樂道               | Mulock                 | 2005年11月20日 | 新市                 |
| 沙域治               | Savage                 | 2009年9月6日   | 新市                 |
| 烏節高地             | Orchard Heights        | 2005年11月20日 | 奧羅拉               |
| 威靈頓街             | Wellington             | 2005年11月20日 | 奧羅拉               |
| 高爾夫道             | Golf Links             | 2005年11月20日 | 奧羅拉               |
| 軒達臣道             | Henderson              | 2005年11月20日 | 奧羅拉               |
| 布明頓路             | Bloomington            | 2005年11月20日 | Aurora/Richmond Hill |
| 利嘉達道             | Regatta                | 2014年2月23日  | 列治文山             |
| 國王鎮路             | King                   | 2005年11月20日 | 列治文山             |
| 傑斐臣路             | Jefferson              | 2008年11月16日 | 列治文山             |
| 19街-金寶路          | 19th-Gamble            | 2005年11月20日 | 列治文山             |
| 班納德巴士總站       | Bernard                | 2005年9月4日   | 列治文山             |
| 艾堅磨坊路           | Elgin Mills            | 2005年9月4日   | 列治文山             |
| 高思比道             | Crosby                 | 2005年9月4日   | 列治文山             |
| 麥堅時少校徑         | Major Mackenzie        | 2005年9月4日   | 列治文山             |
| 威德利路             | Weldrick               | 2005年9月4日   | 列治文山             |
| 16街-嘉匯道          | 16th-Carrville         | 2005年9月4日   | 列治文山             |
| 班池路-史葛道        | Bantry-Scott           | 2005年9月4日   | 列治文山             |
| 列治文山中心巴士總站 | Richmond Hill Centre   | 2005年9月4日   | 列治文山             |
| 皇家莊園大道         | Royal Orchard          | 2005年9月4日   | 萬錦/旺市            |
| 中央街               | Centre Street          | 2005年9月4日   | 萬錦/旺市            |
| 克拉克道             | Clark                  | 2005年9月4日   | 萬錦/旺市            |
| 士刁士路             | Steeles                | 2005年9月4日   | 萬錦/旺市            |
| 芬治巴士總站         | Finch Terminal         | 2005年9月4日   | 北約克               |

## 車票及車費
蓝色快线的车票在各个车站设有机器售票，只需按照流程购票即可。所有在机器购买的车票均为$4.25加币，车票为长方形。车票还分月票和交通卡（即PRESTO卡）。自2018年7月1日起，成人票价为$3.75加币，学生票价为$3.00加币。

## 历史
2005年9月4日，從芬治站到班納德巴士總站的路段通車。2005年11月20日，班納德巴士總站至新市巴士總站的路段通車。
蓝色快线还有区间车。区间车的起點站为芬治站，终点站为班納德巴士總站。根据最初的车辆路线评估，蓝色快线甚至被称为芬治-列治文山線(Finch - Richmond Hill Line)。

## 未来
未来，蓝色快线将在纽马克特(Newmarket)巴士总站和列治文山中心巴士总站(Richmond Hill Center)之间的大部分路线上拥有自己的专用快速公交通道。央街(Yonge Street)上的专用快速公交通道的前两个阶段将分别于2019年和2020年投入使用。最终目的是把整个快速公交通道进行升级，并且能让轻轨在央街走廊上穿梭自如。
最初，央街(Yonge Street)南部的快速通道是想从第19大道(19th Avenue)到芬奇(Finch)站开始建设，但自从安大略省政府宣布的MoveOntario 2020计划以来，从列治文山中心站(Richmond Hill Centre)到芬奇站(Finch Station)的快速通道部分的建设建议已经被搁置，因为从Yonge到University的地铁1号线正在向北延伸。
虽然蓝色快线的列治文山(Richmond Hill)部分的乘客量对于郊区交通系统(此处是指约克区交通系统)来说很高，但现有地铁系统的容量限制，阻碍了央街(Yonge Street)上的地铁线路延伸到约克地区。另外(或同时)，GO公交系统(GO Transit)计划在多伦多市中心的联合车站(Union Station)和属于约克区公交系统(YRT - York Regional Transit)的列治文山中心附近的Langstaff车站之间每天运行快速列车。